# مارك بان (لاعب كرة قدم أسترالية)
مارك بان (بالإنجليزية: Mark Bunn)‏ هو لاعب كرة قدم أسترالية ومتحدث تحفيزي أسترالي، ولد في 24 أكتوبر 1970 في فيكتوريا في أستراليا.

## وصلات خارجية
- مارك بان على موقع AustralianFootball.com (الإنجليزية)
- مارك بان على موقع AFLtables.com (الإنجليزية)